# Kobato.
Kobato. (こばと。) là một loạt manga và anime của CLAMP được giới thiệu trên tạp chí Monthly Sunday Gene-X vào tháng 1 năm 2005. 7 chương được phát hành với tựa là Kobato. (Kari) (こばと。(仮) Kobato. ("Temporary title")), nhưng bị gián đoạn vào cuối năm 2005. Bộ truyện được phát hành trở lại trên tạp chí tiếng Nhật Newtype số tháng 11 năm 2007. Bộ truyện kể về một cô gái trẻ, Kobato Hanato, làm việc tại một nhà trẻ địa phương.
Tập manga đầu tiên được phát hành bởi Kadokawa Shoten vào ngày 26 tháng 12 năm 2007.
Tại Việt Nam, chuyển thể anime của tác phẩm từng được TVM Corp. mua bản quyền phát sóng trên kênh HTV3 dưới tựa Kobato - những viên kẹo hạnh phúc..

## Tóm tắt
Kobato là một cô gái hiền lành, dễ thương nhưng lại có cái nhìn rất ngây thơ về thế giới xung quanh mình. Cô có "nhiệm vụ" làm đầy một chiếc bình thủy tinh bí ẩn bằng trái tim đau khổ của những người đã được cô chữa lành để mong ước được đến nơi mình muốn thành hiện thực. Đồng hành cùng Kobato là Ioryogi, một vị thần ẩn trong hình dáng một con chó nhồi bông. Vì Ioryogi đang phải gánh chịu một hình phạt cùng với một người bạn từ thế giới linh hồn, ông phải hướng dẫn và giúp đỡ Kobato hoàn thành nhiệm vụ để mình và người bạn của mình có thể trở lại hình dạng ban đầu.

## Nhân vật
Hanato Kobato (花戸 小鳩 Hoa Hộ Tiểu Cưu)
Lồng tiếng: Hanazawa Kana
Một cô gái kì lạ và ngây thơ cùng một trái tim nhân hậu, không bao giờ muốn thấy ai phải chịu đựng hay gặp phải đau khổ. Cô vô cùng nhiệt huyết nhưng lại rất ngây thơ, đôi khi đến mức ngớ ngẩn. Ngoài ra cô còn có một giọng hát tuyệt vời. Dù cô là nhân vật chính của câu chuyện, nhưng cô là hơi bí ẩn trong xuyên suốt cả câu chuyện, không ai biết cô từ đâu đến. Cô tìm kiếm và chữa lành cho trái tim của những người khác, thành quả cô nhận được là chiếc lọ thủy tinh bí ẩn được gọi là "flask" (bình thủy tinh) được lấp bằng trái tim của những người đó để khi chiếc lọ được làm đầy, cô có thể đến được nơi mình muốn. Có gợi ý cho thấy cô đến từ một chiều không gian khác. Và có vẻ như cô không hề có một ký ức gì về quá khứ của mình.
Có một vài điều cấm kỵ cô buộc phải tuân theo: cô không được phép yêu bất kì ai trong số những người mà cô từng chữa lành vết thương tâm hồn và kỳ lạ hơn, cô không được phép bỏ nón ra khi ở bên ngoài; trong anime, lý do cho việc này là cô sẽ để lộ chiếc vòng thiên sứ trên đầu - thứ chứng tỏ rằng cô đã chết (không lý do nào được đưa ra trong manga). Kobato có một cái nhìn rất lạc quan và vui vẻ trong cuộc sống và muốn giúp đỡ người khác bằng cả tấm lòng khi họ cần. Tuy nhiên, cô lại rất vụng về, hơn là thiếu khả năng cần thiết, hấp tấp trong mọi hành động và đi xa hơn khả năng có thể, gây không ít phiên toái cho Ioryogi. Hiện tại, cô làm việc với vai trò là trợ lý cùng Fujimoto tại nhà trẻ Yomogi do Sayaka điều hành. Kobato luôn đấu tranh với tình cảm cá nhân dành cho Fujimoto trong xuyên suốt câu chuyện và cuối cùng cũng nhận ra rằng mình đã yêu anh ấy. Không may là cô phải đứng giữa hai lựa chọn – thực hiện ước mơ của mình và không bao giờ được ở bên cạnh Fujimoto hoặc được ở bên Fujimoto và bỏ mặc Ioryogi cùng bạn ông mãi mãi trong hình dạng thú vật.
Trong phần cuối câu chuyện trong anime, một sự thật được tiết lộ rằng chiếc nón của Kobato dùng để che giấu chiếc vòng thiên sứ (có hình dạng một chiếc vương miện nữ hoàng), minh chứng cho sự thật là cô đã chết, nằm trên đầu cô, nhưng nó lại đang nằm ở ngưỡng giữa sự sống và cái chết. Khi cuối cùng đã làm đầy chiếc bình, cô được tái sinh nhưng không hề nhớ gì về quá khứ của mình đến khi gặp lại Fujimoto vài năm sau đó.
Trong manga, Kobato chết vì cuộc chiến của Ioryogi và các vị thần. Thiên thần mà Ioryogi yêu tiếc thương cho cô gái đã chết trước khi mình sinh ra quyết định chuyển linh hồn mình vào Kobato, điều này là có thể bởi họ có cùng một linh hồn nhưng lại thuộc về hai thế giới khác nhau. Giới hạn thời gian của Kobato nằm trước khi thiên thần đó biến mất.
Ioryogi (いおりょぎ)
Lồng tiếng: Inada Tetsu
Bạn đồng hành của Kobato, xuất hiện dưới hình dạng một con chó nhồi bông mà cô đeo bên bên người. Ông thực ra rất nóng tính, bạo lực và... hôi miệng, những tính cách và đặc điểm đó nổi lên một cách khủng khiếp mỗi khi ông tức giận hay gặp tình huống nguy hiểm. Ông thường chỉ trích gay gắt hoặc đánh Kobato một cách thô bạo vì sự ngây thơ và ngốc nghếch của cô và thường xuyên gọi cô là "Dobato" (bồ câu ngốc nghếch). Dù không có mấy sự trân trọng với Kobato, ông luôn ghi nhận những nỗ lực của cô mỗi khi ông cảm thấy cô xứng đáng với nó, và giúp đỡ Kobato rất nhiều để hoàn thành mục tiêu của cô. Ông rất khắt khe và thường trách mắng Kobato nhưng lại rất quan tâm và hỗ trợ cô theo cách riêng của mình khi cô gặp khó khăn, như là vỗ đầu Kobato để động viên cô. Tên thật của ông là Iorogi (五百祇 (いおろぎ) Ngũ Bách Kỳ), nhưng lại phải gọi là Ioryogi vì Kobato không thể phát âm đúng tên của ông. Ioryogi vốn là linh vật của Tsubaki Nekoi, Ioryogi, trong bức tranh biếm tự họa của Clamp.
Nguồn gốc của ông không được tiết lộ (trong anime, ông đến từ Spirit Realm (thế giới linh hồn)), ngoài ra, ông còn có khả năng là khạc ra một quả cầu lửa cực mạnh khi tấn công, giống như khi ông bảo vệ Kobato khỏi một ông già biến thái trong chương đầu của manga Kobato, cũng như khi ông thường xuyên dùng nó với Kobato mỗi khi cô làm mọi thứ rối tung lên. Có một điều chắc chắn rằng hình dạng con chó nhồi bông hiện tại của ông không phải là hình dạng thật. Hình dáng thật của Ioryogi cuối cùng cũng xuất hiện đồng thời bóng dáng của hình dáng thật sự của ông cũng được trông thấy. Một hình dạng là một con sói khổng lồ đầy sát khí với những cái sừng, xuất hiện một lần trong những trận khẩu chiến với Ginsei. Hình dạng khác là trong hình dáng một người đàn ông với mái tóc nhọn và mặc một chiếc áo khoác ngoài dài và nham nhở khi ông trông nom giấc ngủ cho Kobato. Có một điều chắc chắn là hình dạng hiện tại của Ioryogi là hình dạng bị trừng phạt của ông bởi một sai lầm nghiêm trọng mắc phải khi đang ở 'thế giới linh hồn'. Trong anime, hình phạt dành cho ông được đề cập đến là do việc ông gây chiến với thế giới linh hồn. Lý do chính xác cho việc này không được xác định rõ nhưng Ioryogi đã bắt đầu cuộc chiến vì tình yêu. Đến từ một gia đình hoàng tộc ở thế giới khác, ông vô cùng bất lịch sự và hành sự bất cẩn đồng thời đã ngăn một cuộc gặp quan trọng nơi mà 3 thế giới gặp nhau. Ông đã gặp một thiên thần khi cô ngồi dưới một gốc cây và giúp cô khi cô ấy vấp ngã. Để trả ơn, cô ấy đã hát tặng một bài hát vô cùng ngọt ngào, ông đã ngay lập tức nảy sinh tình cảm với cô. Trong manga, Kobato và thiên thần của Ioryogi cùng chia sẻ một linh hồn bởi vì họ là cùng một người nhưng ở hai thế giới khác nhau. Khi Kobato chết, thiên thần của Ioryogi sử dụng sức mạnh của mình để hồi sinh cô. Tuy nhiên, như một điều tất yếu, cô sẽ không thể đầu thai được nữa. Ioryogi cầu xin Thượng đế giúp ông đem nàng thiên thần ấy trở lại và đã đi đến một thỏa thuận là: nếu "Kobato" có thể làm đầy chiếc bình thủy tinh bằng những trái tim bị tổn thương, sau đó Kobato và nàng thiên thần có thể sống. Nếu không, ông sẽ mất cả hai vĩnh viễn.
Fujimoto Kiyokazu (藤本 清和 Đằng Bản Thanh Hoà)
Lồng tiếng: Maeno Tomoaki
Một anh chàng trực tính và thích châm chọc người khác làm việc tại cùng nhà trẻ với Kobato. Anh cũng là hàng xóm của cô, cùng sống trong khu phức hợp dưới quyền sở hữu của Chitose. Anh quen Sayaka trong nhiều năm và tỏ ra rất quan tâm, luôn chăm lo và bảo về cô. Ban đầu khi gặp mặt Kobato, anh tỏ ra không mấy thân thiện và lạnh nhạt với cô nhưng dần dần đã chấp nhận cô. Anh thường hay châm chọc cô nhưng đồng thời rất tôn trọng sự nhiệt tình và tinh thần lạc quan của cô. Kobato đã nhận ra được rằng Fujimoto đang che giấu một nỗi buồn nào đó. Trong phần kết của anime, khi Kobato lấy lại được ký ức của mình về anh ta vài năm sau đó, Fujimoto đã nói rằng: "Sao chậm chạp quá vậy? Bắt người ta đợi đến mấy năm trời, em có biết là mình ác lắm không?" và sau đó ôm Kobato thật chặt.
Khi còn là đứa trẻ, Fujimoto là một đứa trẻ mồ côi được cha của Sayaka nuôi dưỡng và không hề ở cùng với những người bạn thân của mình. Anh đã học để trở thành một luật sư, nhưng đã quyết định không vào ngôi trường mà mình theo đuổi để giúp đỡ cha của Sayaka khi ông ấy đang rất cần sự giúp sức của anh. Anh làm nhiều công việc bán thời gian để kiếm tiền duy trì hoạt động của nhà trẻ, cũng như rất gắn bó với Sayaka và cảm thấy mang ơn gia đình cô rất nhiều vì đã chăm sóc mình khi còn nhỏ. Trong phần cuối của manga, anh thừa nhận với Sayaka rằng "Em đã từng yêu chị". Sayaka nhận ra việc cậu dùng thì quá khứ trong câu nói đó, và ôm anh đồng thời khuyên anh chạy đến chỗ "cô ấy" và "hãy nói phần còn lại ở thì hiện tại". Khi Kobato được Ushagi mang đi, anh đã khóc, đồng thời trong manga những ký ức của anh về Kobato dần tan biến. Anh thì thầm "Mình vừa mất đi thứ gì đó... thứ gì đó vô cùng quý báu".
Okiura Sayaka (沖浦 清花 Xung Phố Thanh Hoa)
Lồng tiếng: Orikasa Fumiko
Là cô giữ trẻ và là người điều hành nhà trẻ Yomogi, nơi mà Kobato làm việc. Cô quen Fujimoto khi lên 7, khi gia đình mình nhận nuôi cậu. Cô cũng là bạn học cấp 3 với Chitose. Cô là một người tốt bụng và rất tin người, sẵn sàng nhận Kobato làm trợ lý cho dù biết rằng Fujimoto không mấy tin tưởng Kobato. Sau lần gặp mặt Sayaka, Kobato quyết định sẽ vết thương tâm hồn hiện rõ nơi con tim cô ấy. Sayaka cũng đang mắc một khoản nợ mà người cha đã vay trong quá khứ; dù vậy cô vẫn tiếp tục duy trì hoạt động của nhà trẻ bằng mọi thứ mình có. Sayaka đã từng kết hôn với Okiura, một kẻ chuyên thu nợ thường xuyên khuyên cô đóng cửa nhà trẻ. Mặc dù đã li dị, cô đã đổi lại họ của mình vì một lý do nào đó.
Mihara Chitose (三原 千歳 Tam Nguyên Thiên Tuế)
Lồng tiếng: Kuwashima Hōko
Bà chủ nhà hiền lành và tốt bụng của Kobato và cũng là bạn học cũ của Sayaka. Cô ấy đã kết hôn và có hai đứa con gái sinh đôi: Chise và Chiho. Fujimoto cũng sống trong căn phòng trọ của Chitose. Cô là nhân vật phụ đến từ Chobits nhưng không cùng một người, theo như thuyết về các chiều không gian trong xxxHOLiC.
Mihara Chiho (三原 千帆 Tam Nguyên Thiên Phàm) và Mihara Chise (三原 千世 Tam Nguyên Thiên Thế)
Lồng tiếng: Nakajima Megumi (cả hai nhân vật)
Hai người con gái sinh đôi của Mihara Chitose, chừng 11-12 tuổi. Giống như mẹ mình, họ cũng là nhân vật phụ từ Chobits, được biết đến trong bộ phim đó dưới tên Freya và Chī/Elda. Trong Kobato, họ là hai cô bé bình thường sống cùng cha mẹ. Giống như bao đứa trẻ khác trong bộ phim, họ rất yêu mến Kobato. Trong anime, trong khi tìm kiếm người nhận nuôi cho một con mèo con bị bỏ rơi, chúng dần nhận ra sự cô đơn của bản thân. Kobato hát một bài hát để động viên chúng và nỗi đau của chúng được chữa lành.
Okiura Kazuto (沖浦 和斗 Xung Phố Hoà Đấu)
Lồng tiếng: Miki Shin-ichiro
Kẻ chuyên đi đòi nợ xuất hiện trong phần cuối của chương 5, người có liên hệ vệ với Yakuza. Được chú ý với thói quen cười và hút thuốc rất nhiều. Okiura là người chịu trách nhiệm cho việc đóng cửa nhà trẻ và là chồng cũ của Sayaka. Anh ta thích quấy rối và chọc tức Fujimoto, người sau đó khinh miệt anh vì đã làm tổn thương Sayaka trong quá khứ. Anh ta dần cảm thấy thú vị với Kobato sau lần đầu gặp cô. Ngoài vẻ ngoài vui vẻ và thích sưu tầm, anh ta còn có một chút gì đó tàn nhẫn, có thể là vì sự chống lưng của Yakuza. Anh ta còn bộc lộ một chút sự quan tâm (có thể là giả tạo) với Sayaka, mặc dù liên tục thường xuyên đe dọa đóng cửa nhà trẻ. Tên thật của anh ta không được nhắc đến trong manga, mặc dù được cho là "Kazuto" trong một bài viết có liên quan đến anime Kobato.
Ginsei (銀生 Ngân Sinh)
Lồng tiếng: Namikawa Daisuke
Một sinh vật bí ẩn bị chột một con mắt người mà có cùng một quá khứ giống Ioryogi, dù anh ta xuất hiện với những điều khoản ngặt nghèo hơn ông, và thường xuyên khiêu chiến với ông. Ginsei thường xuyên nói rằng hình dạng hiện tại của Ioryogi không phải là hình dáng thật của ông và đồng thời bày tỏ sự lo sợ với nhiệm vụ mà Kobato đang thực hiện. Anh ta không đánh giá cao Kobato lẫn mối quan hệ của Kobato với Ioryogi. Có một điều rõ ràng rằng anh ta muốn Ioryogi trở về 'thế giới linh hồn' nhưng không rõ lý do, và cũng chính Ioryogi là người nhận và huấn luyện cho Ginsei. Ngoài ra, Ioryogi  còn là người đã đặt tên cho Ginsei. Hình dạng của Ginsei, giống như của Ioryogi, không phải là hiện thân thật sự của anh ta, khi anh ta đứng trên sân thượng của tòa nhà và nhìn về phía căn hộ của Kobato, bóng của anh có hình dạng một người đàn ông có mái tóc ngắn. Anh ta đến từ thế giới khác.
Genko (玄琥 Huyền Hổ)
Lồng tiếng: Koyama Rikiya
Người quen của Ioryogi. Một con gấu đang kinh doanh một cửa hàng bánh châu Âu (baumkuchen) ở giữa một khu rừng trong chiều không gian khác. Một người phải đi không gian hẹp giữa một bức tường và cột đèn tại một con đường đặc biệt để đến chiều không gian đó. Ginsei phát hiện ra Genko là một người trong hoàng tộc thuộc thế giới khác. Theo yêu cầu của Ioryogi, Genko sẽ sử dụng khả năng thu thập thông tin để tìm kiếm nơi có thể tìm thấy nhà trẻ Yomogi và những người làm việc tại đó. Một trong những người đưa tin của ông là Zuishō (瑞祥), một người đưa tin vui vẻ có núp trong hình dáng của một chú chim, nhưng thường là nạn nhân của tính khí thất thường của Ioryogi.
Dōmoto Takashi (堂元 崇 Đường Nguyên Sùng)
Lồng tiếng: Kamiya Hiroshi
Bạn của Fujimoto, một anh chàng lịch thiệp. Anh ta đã là bạn với Fujimoto từ năm cấp 2 và luôn lo lắng vì việc Fujimoto thi rớt là do phải phụ giúp cho hoạt động của nhà trẻ Yomogi. Trong anime, anh ta là người đã yêu Kobato, nhưng sau khi nhận ra rằng Kobato thực sự yêu Fujimoto, anh đã để cô ra đi. Trong cảnh phim cuối cùng, anh đã trở thành một bác sĩ.
Ueda Hiroyasu (植田 弘康 Thực Điền Hoằng Khang)
Lồng tiếng: Tomoyuki Higuchi
Một thợ bánh mì tốt bụng và là chủ cửa hàng Tirol (còn được biết đến với tên Chiroru Bakery). Anh đã cho Kobato một công việc vào Giáng sinh và tặng Sayaka một thanh sô cô la vào ngày lễ tình nhân khi anh nhận thấy sự quan tâm của cô với chiếc hộp đựng Sô cô la trên tay. Anh ta xuất hiện vài lần trong bản in manga của Newtype. Anh và trợ lý của mình, Yumi Ōmura (大村 裕美 Ōmura Yumi) (lồng tiếng bởi Aki Toyosaki), là các nhân phụ trong Chobits.
Kohaku (琥珀 Kohaku)
Lồng tiếng: Chiwa Saitō
Nhân vật chính trong Wish, một thiên thần từng yêu Shūichirō Kudō (栩堂 琇一郎 Kudō Shūichirō), một người đàn ông bình thường, và từng chung sống với anh ta trong nhiều thế kỷ (dưới nhiều hình dáng đầu thai khác nhau). Kohaku là người quen của Genko và một vài cư dân ở thế giới linh hồn, nhiều người ngưỡng mộ giọng hát của cô, và đã nhận xét về sự tiến bộ của Kobato và hậu quả của hành động của Ioryogi.
Trong anime, Kohaku được giới thiệu trong phần đầu như là bạn tốt của Kobato. Vì Ioryogi luôn lo sợ cho bản tính của Kohaku, ông thường xuyên hỏi Kohaku liệu có cách nào có thể thay đổi điều ước của Kohaku, cho dù câu trả lời của Kohaku luôn là không còn gì để làm nữa. Trong phần cuối của anime, chính Kohaku là người giải thích cho Fujimoto rằng nếu định mệnh của anh và Kobato là dành cho nhau thì nhất định họ sẽ gặp lại. Trong manga, Kobato và Kohaku lần đầu gặp nhau trong chap 60 extra, sau khi Kobato đầu thai.
Suishō (水晶 Suishō)
Thiên thần cùng chia sẻ một linh hồn với Kobato. Iorogi miêu tả cô là một người vụng về và không phải lúc nào cũng xinh đẹp, nhưng đã lập tức đem lòng yêu cô ngay từ khi được nghe cô hát tặng một bài hát và đã gây chiến với thế giới linh hồn để được chung sống với cô. Khi Kobato chết như là một nạn nhân của cuộc chiến, Suishou đã hi sinh linh hồn của mình để hồi sinh Kobato, và cũng vì vậy mà cô không thể được đầu thai sang kiếp khác. Tính cách của cô chính là phần đang ngủ đông trong Kobato, người được hồi sinh nhưng không còn một ký ức gì về thế giới thực trừ những điều cô được Ioryogi dạy.
Ushagi-san (うしゃぎさん Ushagi-san)
Người đưa tin từ Thượng đế, người núp trong hình dáng của một con thỏ có cánh và mang những bức thư có hình bông hoa. Ushagi-san thường đến gặp Ioryogi mỗi khi cần báo tin Kobato còn lại bao nhiêu thời gian để hoàn thành công việc của mình và không bao giờ biết nhân nhượng, mặc cho  vẻ ngoài hiền lành của nó. Trong anime, Ushagi-san có trách nhiệm xóa đi mọi ký ức của mọi người về Kobato khi cô hoàn thành nhiệm vụ, trừ Fujimoto đã tự phục hồi được ký ức của mình về cô ấy.

## Truyền thông

### Manga
Manga Kobato. của CLAMP xuất bản trong tạp chí Monthly Sunday Gene-X của nhà xuất bản Shogakukan. Năm 2006, bộ truyện được chuyển nhượng bản quyền sang cho tạp chí Newtype của Kadokawa Shoten. Manga kết thúc vào số tháng 8 năm 2011 trên tạp chí của Newtype xuất bản tháng 7 năm 2011. Kadokawa phát hành tập tankōbon đầu tiên của bộ truyện từ ngày 26 tháng 12 năm 2007. Vào ngày 4 tháng 7 năm 2007, Newtype USA thông báo đã ký hợp đồng chuyển nhượng bản quyền và độc quyền xuất bản bộ truyện Kobato., trên các trang của tạp chí. Kobato bắt đầu được phát hành từ số tháng 7 năm 2007 của Newtype USA, và được độc quyền phát hành cho đến số tháng 5 năm 2008, với tổng cộng là 12 số báo. Tuy nhiên Newtype USA đã ngừng xuất bản bộ truyện vào số tháng 2 năm 2008, và đã phát hành được 9 trên tổng số 12 số.
Vào ngày 24 tháng 7 năm 2009, Yen Press thông báo họ đã có được bản quyền phát hành Kobato trong tạp chí tiếng Anh tại Bắc Mĩ dựa theo thỏa thuận đã ký tại San Diego Comic-Con International. Bộ truyện được phát hành tại Bắc Mĩ từ tháng 5 năm 2010 để kỉ niệm 20 năm thành lập CLAMP. Tại châu Âu, bộ truyện được Pika Édition mua bản quyền tại Pháp và Norma Editorial mua bản quyền tại Tây Ban Nha.
| #  | Phát hành ja              | Phát hành ja      | Phát hành en             | Phát hành en      |
| #  | Ngày phát hành            | ISBN              | Ngày phát hành           | ISBN              |
| -- | ------------------------- | ----------------- | ------------------------ | ----------------- |
| 01 | Ngày 26 tháng 12 năm 2007 | 978-4-04-713998-5 | Ngày 18 tháng 5 năm 2010 | 978-0-316-08536-6 |
| 02 | Ngày 26 tháng 4 năm 2008  | 978-4-04-715058-4 | Ngày 18 tháng 5 năm 2010 | 978-0-316-08540-3 |
| 03 | Ngày 26 tháng 12 năm 2008 | 978-4-04-715146-8 | Ngày 28 tháng 9 năm 2010 | 978-0-316-08541-0 |
| 04 | Ngày 26 tháng 12 năm 2009 | 978-4-04-715363-9 | Ngày 19 tháng 7 năm 2011 | 978-0-316-17818-1 |
| 05 | Ngày 25 tháng 12 năm 2010 | 978-4-04-715584-8 | Tháng 12, 2011           | 978-0-316-19071-8 |
| 06 | Ngày 26 tháng 8 năm 2011  | 978-4-04-715741-5 | -                        | —                 |

### Anime
24 tập anime chuyển thể của bộ truyện được công chiếu vào mùa thu năm 2009, do Madhouse sản xuất và Nanase Ohkawa của CLAMP giám sát. Tác giả của xxxHolic, Michiko Yokote cũng là giám sát viên phần lồng tiếng cùng với Ohkawa. Bộ phim được công chiếu vào ngày 6 tháng 10 năm 2009. Sentai Filmworks đã mua bản quyền bộ phim.
Hiromi Katō, tác giả thiết kế nhân vật của Kobato. nói rằng "bản thân Kobato. là sự kết hợp của các tác phẩm trước đó của CLAMP, đặc biệt là phần vẽ đôi mắt, chúng tôi cố hết sức để làm bộ phim bám sát theo bộ manga nhất nếu có thể. Phần trang phục sẽ được thay đổi theo mỗi tập.
Ca khúc mở đầu của bộ phim Magic Number (con số ma thuật) do ca sĩ Maaya Sakamoto trình bày và ca khúc kết thúc Jellyfish no Kokuhaku (tập 1-19) và Watashi ni Dekiru Koto  (tập 20-23) do Megumi Nakajima trình bày.
Trong phiên bản tiếng Việt, ca khúc mở đầu và kết thúc lần lượt là Niềm tin và Chiếc bóng ký ức. Tất cả các bản nhạc trong phiên bản tiếng Việt đều do Huyền Chi biên soạn và trình bày.
Ngoài ra, trong phim, còn có ca khúc Ashita Kuru hi - あした来る日 (Ngày mai sẽ đến) được trình bày bởi Hanazawa Kana. Trong phiên bản tiếng Việt, ca khúc có tên Nắm giữ ước mơ cũng được trình bày bởi Huyền Chi

### CLAMP in Wonderland
Kobato., cùng với hầu hết các tựa manga khác của CLAMP, xuất hiện trong video ca nhạc thứ hai của CLAMP, CLAMP in Wonderland 2, là lần đầu tiên nhân vật Kobato và Ioryogi được chuyển thể thành dạng hoạt hình.

### Khác
Hai light novel Kobato. do Kadokawa Shoten xuất bản. Quyển đầu tiên mang tên The Girls Came From Heaven (空から来た少女) được phát hành vào ngày 15 tháng 4 năm 2010. Quyển thứ hai, Just a Wish (たったひとつの願い) phát hành tiếp vào ngày 15 tháng 7 năm 2010. Hai quyển guidebook từ bộ truyện cũng được Kadokawa phát hành. Cuốn đầu tiên, TV Anime Kobato. Characters Collection (TVアニメ「こばと。」CHARACTERS COLLECTION), phát hành vào ngày 4 tháng 3 năm 2010. Quyển thứ hai, TV Kobato. Guidebook Happy Memories (TVアニメ「こばと。」公式ガイドブック Happy Memories), phát hành vào ngày 26 tháng 5 năm 2010.
- Hiện manga của Kobato đã được nhà xuất bản Kim Đồng của Việt Nam mua bản quyền trong năm 2018 vừa qua.

## Đón nhận
Lissa Pattillo của Anime News Network đánh giá bộ truyện "là một cuốn sách hay và hấp dẫn tràn đầy phép màu và niềm vui" và "đánh thức sự mê hoặc trong kĩ năng viết truyện thể loại shoujo của CLAMP và chỉ mới bước đầu khơi gợi sự bí ẩn trong dàn diễn viên dễ thương này".
Theron Martin nhận xét bộ phim "tương đối vui vẻ, không thường dễ đoán, và cung cấp cho người xem một cốt truyện bản lề rõ ràng cho sự phát triển của câu chuyện trong tương lai". Summer Mullins mô tả "phần hoạt họa xuất sắc, cảnh nền đẹp, và các ca khúc thì bóng bẩy". Carlo Santos nhận thấy "bộ phim là sự kết hợp của nhiều yếu tố hài hước và các lát cắt cuộc sống thực cùng với nhiều thành phần tưởng tượng".